# Letoon
Il santuario di Latona, chiamato Letoon in turco, a volte latinizzato in Letoum, si trova presso Xanthos, e fu uno dei principali centri religiosi della Licia, regione dell'Anatolia, in Turchia. Il sito si trova tra le città di Kaş e Fethiye nella provincia turca di Antalya, affacciato sul fiume Xanthos e circa quattro chilometri a sud dell'omonima città.
Dal 1988 Letoon fa parte del patrimonio dell'umanità dell'UNESCO.

## Storia
Letoon era il centro religioso di Xanthos e della Lega di Licia. Le iscrizioni trovate nel sito indicano che era il luogo in cui i governanti della Licia dichiaravano le loro decisioni al pubblico. Fu occupata ininterrottamente dall'VIII secolo a.C. fino alla fine del periodo di occupazione romana.
Il sito non fu mai completamente abitato, ma restò prevalentemente un centro religioso, ed ha permesso agli archeologi di ritrovare materiale risalente al sesto secolo a.C., prima dell'egemonia culturale greca diffusa all'inizio del quarto secolo. In un primo tempo il sito fu probabilmente consacrato al culto di una divinità materna che in Licia veniva chiamata Eni Mahanahi, e che fu soppiantata da Latona e dai suoi figli gemelli.

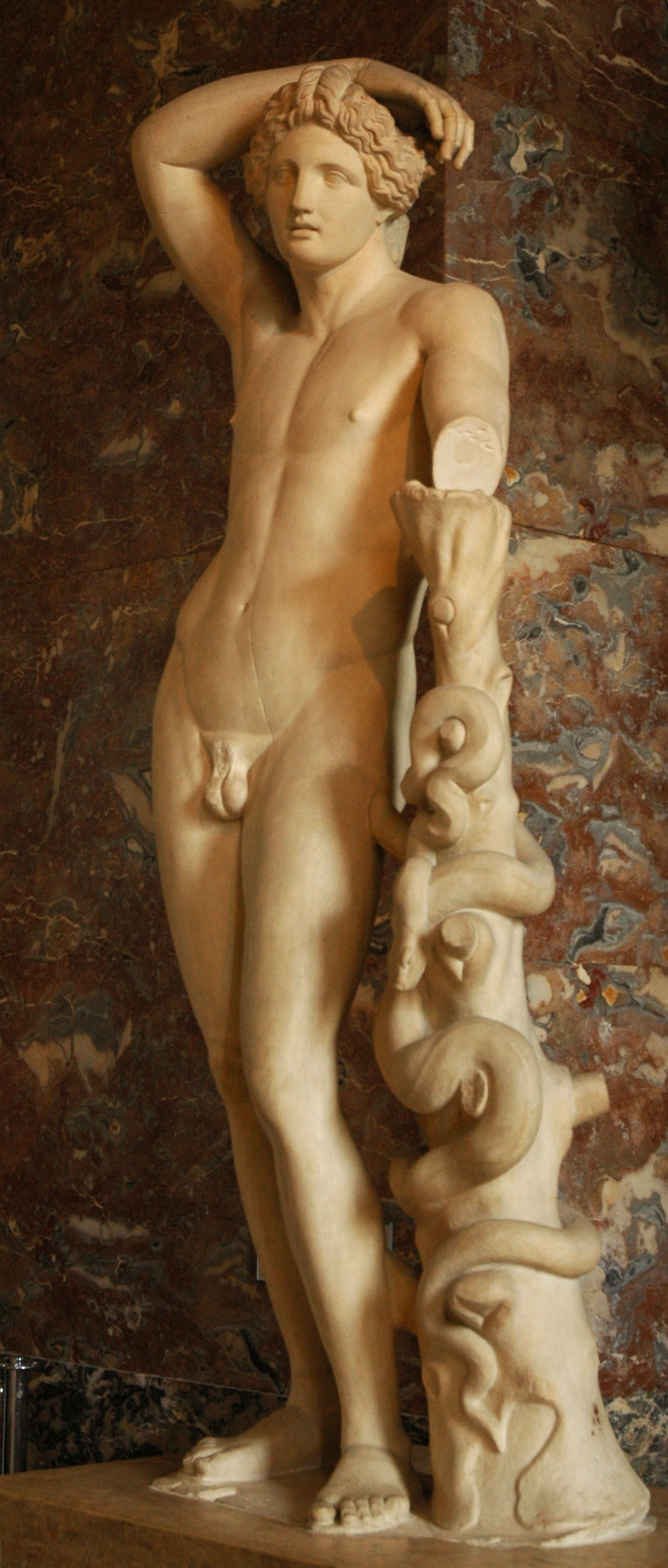
L'Apollo liciano, un lavoro romano in stile prassiteliano

Nella mitologia greca si accenna anche ad un precedente culto di Apollo nella valle dello Xanthus, voce comunque non supportata da fonti storiche o archeologiche. La cosa sarebbe implicita in due miti, ognuno dei due connesso al nome "Lydus". Il primo nasce tra i telchini di Rodi e colonizza la regione al tempo dell'inondazione di Deucalione; l'altro "Lycus" è il fratello di Egeo e proviene da Atene, un profeta che introdusse il culto del Liciano Apollo, il che lo rese un colonizzatore ateniese.
La fondazione del tempio ellenistico dedicato a Latona ed ai suoi figli Artemide ed Apollo, è stato scavato sotto la direzione di H. Metzger a partire dal 1962. Gli archeologi hanno scavato buona parte delle rovine. Le scoperte comprendono il trilingue di Letoon, iscrizione in greco, in licio ed in aramaico, che fornì un ottimo aiuto per la decifrazione del licio; è tuttora conservato al Fethiye Museum.
Il sito restò attivo durante il periodo romano. Il sito venne cristianizzato dalla costruzione di una basilica, per la cui erezione vennero riutilizzati i mattoni del vecchio santuario; la chiesa venne abbandonata nel settimo secolo.

## Archeologia
I ritrovamenti archeologici a Letoon risalgono almeno al VI secolo a.C. e precedono l'egemonia culturale greca in Licia. Il santuario era collegato a Xanthos da una strada che da Patara saliva verso sud.